# Halina Waszkiel
Halina Marta Waszkiel – polska historyk teatru lalek, profesor doktor habilitowany nauk filologicznych i nauk o sztuce.

## Życiorys
Absolwentka filologii polskiej na Uniwersytecie Warszawskim, następnie asystentka w Zakładzie Literatury XIX wieku w białostockiej Filii Uniwersytetu Warszawskiego i na białostockim Wydziale Lalkarskim warszawskiej Państwowej Wyższej Szkoły Teatralnej, redaktor w Dziale Wydawniczym Muzeum Narodowego w Warszawie i wieloletnia kustosz Muzeum Teatralnego w Warszawie. W 2005 na Instytucie Sztuki Polskiej Akademii Nauk otrzymała stopień doktorski na podstawie pracy pt.  Stanisław Bogusławski (1804-1870) – aktor i autor dramatyczny, promotorem pracy była profesor Anna Kuligowska-Korzeniewska. Habilitowała się tamże w 2015 na podstawie oceny dorobku naukowego i rozprawy pt. Dramaturgia polskiego teatru lalek. Pracuje na stanowisku adiunkta na białostockim Wydziale Sztuki Lalkarskiej Akademii Teatralnej im. Aleksandra Zelwerowicza w Warszawie. 14 grudnia 2021 roku otrzymała nominację profesorską. 
Autorka prac z zakresu teatru i dramatu XIX wieku, a także esejów i recenzji dotyczących teatru, dramatu oraz teatru lalek. Laureatka nagrody dla krytyka teatru dla dzieci i młodzieży za rok 2011 (Warszawa, 2012) oraz nagrody dla "Teatralnej Książki Roku" przyznawanej w ramach Nagrody im. Stanisława Ignacego Witkiewicza (2016). W 2024 została odznaczona Złotym Krzyżem Zasługi.